# 카네그라테
카네그라테(Canegrate, 롬바르디아어: Canegraa [kaneˈɡrɑː])는 이탈리아 롬바르디아주 밀라노 광역시에 있는 코무네이다. 밀라노에서 북서쪽으로 약 20km 떨어져 있다. 이 도시는 카네그라테 문화에 그 이름을 부여했는데, 그 선사 시대 문명은 주요 고고학 유적지가 공동 영토에서 발굴되었다.